# Wayne Price
Wayne Price (ur. 1968) – południowoafrykański kulturysta i strongman.

## Życiorys
Wayne Price pracował jako funkcjonariusz policji. Trenował z Mistrzem Świata Strongman, Garym Taylorem.
Wziął udział w indywidualnych Mistrzostwach Świata Strongman 1994 i Mistrzostwach Świata Strongman 1998, jednak w obu nie zakwalifikował się do finałów.
Wymiary:
- wzrost 188 cm
- waga 145 kg

## Osiągnięcia strongman
- 1995
  - 8. miejsce - Mistrzostwa Świata Strongman 1995
- 1998
  - 4. miejsce - Drużynowe Mistrzostwa Świata Par Strongman 1998